# Adrián Iglesias
Adrián Iglesias Pastrana (14 febbraio 1998) è un pallavolista portoricano, schiacciatore dei Changos de Naranjito.

## Biografia
È il fratello minore del pallavolista Arturo Iglesias.

## Carriera

### Club
La carriera di Adrián Iglesias inizia muovendo i primi passi nel San Juan e con la Wesleyan Academy. Si trasferisce quindi negli Stati Uniti d'America, dove partecipa al campionato universitario di NCAA Division I, dal 2019 al 2021, con il Barton. 
Approda nella pallavolo professionistica partecipando alla Liga de Voleibol Superior Masculino 2021 e 2022 con i Gigantes de Carolina. Si trasferisce poi ai Mets de Guaynabo per la Liga de Voleibol Superior Masculino 2023. Poco dopo l'inizio dell'annata seguente torna in campo coi Changos de Naranjito. 

### Nazionale
Nel 2019 fa il suo esordio in nazionale in occasione delle qualificazioni nordamericane alla Volleyball Challenger Cup. Due anni dopo si aggiudica la medaglia d'oro al campionato nordamericano 2021.